# Three Man Army
Three Man Army var en brittisk hårdrockgrupp som bildades i början av 1970-talet av Paul Gurvitz och Adrian Gurvitz som nyligen hade upplöst gruppen The Gun. En annan medlem var trummisen Buddy Miles. Andra trummisar med tillknytning till bandet var Carmine Appice (från Vanilla Fudge), Mike Kellie (från Spooky Tooth) och Tony Newman. Gruppen upplöstes bara några år efter att de bildades och Paul och Adrian Gurvitz började spela med Ginger Baker i Baker Gurvitz Army.

## Diskografi
Album
- A Third of a Lifetime (1971)
- Mahesha (1973)
- Three Man Army Two (1974)
- Three Man Army 3 (inspelad 1973 men släpptes inte förrän 2005)